# Mohun Bagan Super Giant
Mohun Bagan Super Giant is een voetbalclub uit Calcutta in India, die vanaf juni 2020 uitkomt in Indian Super League. De club werd gevormd na een fusie van multi-sportclub Mohun Bagan en drievoudig landskampioen ATK.

## Lijst met trainers
- 2020 - 2021 =  Antonio López Habas
- 2021 =  Manuel Cascallana
- 2021 - =  Juan Ferrando

ATK Mohun Bagan ·
Bengaluru ·
Chennaiyin ·
East Bengal ·
Goa ·
Hyderabad ·
Jamshedpur ·
Kerala Blasters ·
Mumbai City ·
NorthEast United ·
Odisha